# Reynold Tschäppät

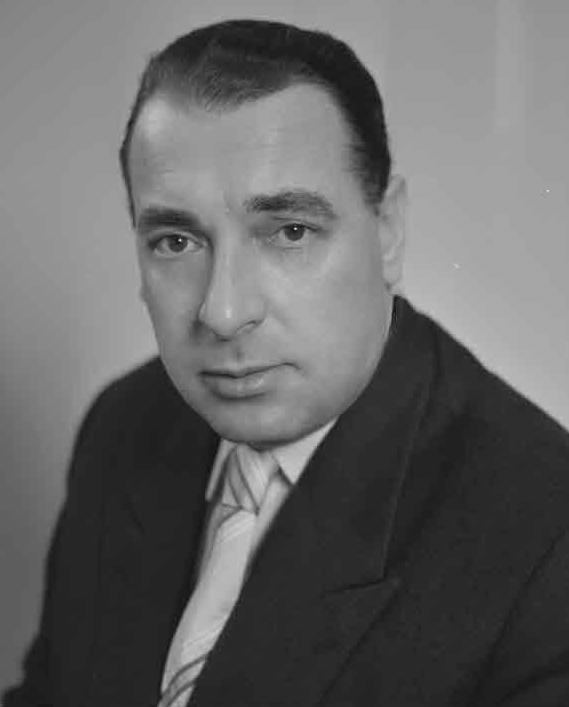
Reynold Tschäppät

Reynold Tschäppät (* 3. September 1917 in Malleray; † 3. Juli 1979 in Bern) war ein Schweizer Politiker (SP).

## Leben
Reynold Tschäppät studierte und promovierte (Dr. iur.) an der Universität Bern und arbeitete ab 1943 als Fürsprecher und Mitarbeiter am Gericht in Moutier. Ab 1944 war Tschäppät Mitarbeiter (Adjunkt), später unter Heinrich Rothmund Vizedirektor der Abteilung Flüchtlingswesen des EJPD.
1948 wurde der Sozialdemokrat in den Berner Stadtrat gewählt und zwei Jahre später in den Grossen Rat des Kantons Bern. 1963 gab er dieses Mandat ab, da er in den Nationalrat gewählt wurde, welchem er bis zu seinem Tod angehörte.
1966 wurde er nach einem intensiven und sehr ausgeglichenen Wahlkampf zum Berner Stadtpräsidenten gewählt. Populärster Erfolg seiner Amtszeit ist das Dach über dem Eisstadion, eine Voraussetzung dafür, dass Bern 1971 zusammen mit Genf die Austragung der Eishockey-Weltmeisterschaft zugesprochen wurde. Als weitere wichtige Erfolge gelten das Jugendzentrum Gaskessel, das Internationale Militärmusikfestival, der Nutzungszonenplan zur Erhaltung der Wohnlichkeit und eine neue Bauordnung.
1979 entschied sich Tschäppät zu einer Kandidatur für den Ständerat, wurde aber kurz darauf krank und starb am 3. Juli 1979. Er wurde auf dem Berner Bremgartenfriedhof begraben. Tschäppät war seit 1946 mit Lilly geb. Bürki verheiratet gewesen und hatte mit ihr drei Söhne: Reynold, Alexander (wurde ebenfalls Berner Stadtpräsident) und Philipp.
Der beliebte «Stadtvater» sagte einst: «Für mich ist Bern die schönste Stadt der Welt. Ich weiss, dass das jeder Stadtpräsident von seiner Stadt behauptet. Der Unterschied ist nur: In Bern stimmt es!»